# Carto
《Carto》（中國大陸版名為《无尽旅图》）是台灣日頭遊戲開發，Humble Games和心動公司發行的一款解謎冒險遊戲。遊戲於2020年10月27日發行，先後登陸家用遊戲機和手機平台。本作講述擁有能改變世界能力的「繪圖師」少女卡朵，意外墮入未知的世界，為了和家人匯合而展開了冒險。本作是日頭遊戲第三部作品，也是首部登陸手機以外平台的遊戲，遊戲開發時間長達四年，創作靈感源於桌上遊戲卡卡頌。遊戲的美術風格和玩法設計獲得遊戲媒體的正面評價，但是對於劇情設計過於平淡和遊戲後期難度設計不合理提出意見。

## 遊戲系統
《Carto》採用解謎遊戲的遊玩方式，玩家在遊戲中扮演少女卡朵。卡朵是擁有改變世界能力的「繪圖師」，由於和外婆分離，於是踏上獨自冒險的道路，並在過程中成長為一個合格的繪圖師。繪圖師能透過拼接地圖碎片的方式改變現實世界的樣貌，玩家在探索期間可以獲得新的地圖碎片，開啟「地圖模式」就能在一定規則下組合不同的地圖。地圖之間的拼接需要地圖邊緣地形相同，如海面與海面、草地與草地等，此外達成某些條件之後，就能在地圖中發現新的元素，如隱藏的區域或是新的角色。遊戲同時具有角色扮演遊戲部分玩法，在一般的探索模式中，玩家能與非玩家角色互動交流，接受角色任務並以繪圖師的技能完成任務，在探索期間，玩家會收到卡朵外婆以紙飛機來傳遞的信息，以得知下一個探索的目的地或者方向。遊戲的冒險場景也十分多樣化，有草原、森林、沙漠等，場景中的物品大部分都能進行交互，此外還存在一些彩蛋。

## 故事簡介
少女卡朵和外婆是「繪圖師」，她們乘搭飛空艇觀察世界並繪製地圖，而且她們擁有隨意拼合地圖改變現實世界樣貌的能力。有一天貪玩的卡朵將暴風雨和飛空艇的拼圖拼接在一起，引來了暴風雨。混亂中卡朵連同一批地圖碎片墜入地下。醒來的卡朵發現自己在一個未知島嶼中，並開始探索周圍的環境。她找回了一些和她一同墜落的地圖碎片，她使用繪圖師的能力開啟了冒險。很快卡朵就遇到島上的部落居民，在和他們熟絡之後得知部落有一個傳統，年輕人在成年後就要出海進行冒險，適逢部落少女夏南剛好成人禮，卡朵就和夏南一同出海了。兩人揚帆踏遍了不同的島嶼，時散時聚。卡朵期間也利用自己的能力幫助了很多人，她為草原上的牧民找到河流的源頭，協助混沌森林的新一任母樹守衛者的選拔，與沙漠的綠洲探險隊尋回了綠洲之城，幫助火山邊溫泉旅館重啟了沉睡的火山，根據冰山冒險隊祖先的留言發掘了埋藏在第七座冰山的寶物。在冒險中卡朵回收了之前散落各處的地圖碎片，之前種下的母樹也在繪圖師能力的影響下成長為參天大樹，卡朵和夏南爬上母樹的樹梢，終於和外婆的飛空艇匯合。卡朵邀請夏南上船，卡朵向兩人分享自己的冒險故事，並帶著兩人與冒險期間結識的朋友相聚。最後卡朵和外婆繼續繪圖師的旅行，夏南也開始獨自一人進行冒險。

## 開發
《Carto》是日頭遊戲開發的第三個作品，此前開發團隊只做手機遊戲，吸取過去的開發經驗，他們認為自身開發作品的類型和現在主流碎片化體驗的手機遊戲相左，於是第三部作品的開發方向定為電腦遊戲，同時他們也打算日後遊戲可以跨平台，支援在手機上遊玩。開發工作自2016年9月開始，歷時四年完成遊戲，最初的開發團隊只有陳禮國和陳嘉祐兩人，開發了八到九個月後，陳冠宏和虞敦華加入開發團隊。其中陳禮國負責遊戲設計，陳嘉祐負責遊戲程式，陳冠宏負責遊戲美術，虞敦華負責遊戲音樂和音效。遊戲的創作靈感源於桌上遊戲卡卡頌，陳禮國在開發初期結合《最终幻想VI》的探索模式和卡卡頌的地圖模式，設計出遊戲的原型，玩家在探索模式中透過戰鬥獲得地圖碎片，再以拼接地圖的方式擴展探索的範圍，其中部分地圖拼接可以觸發特殊的事件。在一輪測試之後，開發團隊認為戰鬥部分十分多餘，而拼接地圖觸發事件則具有很高的開發潛力，於是就刪掉了戰鬥的玩法，專注於設計拼接地圖的內容。專案的早期代號名為「tile」，開發團隊對遊戲的定位是《菲斯》，在美術完成雛形時，才發現遊戲風格上更像《神奇之歌》。遊戲最後取名為《Carto》，名字源於英文「（地圖製作師）」的縮寫。遊戲的玩法決定之後，開發團隊邀請了一些遊戲製作人對遊戲進行測試，根據反饋再進行了一些調整。原本只是設計一張大地圖，之後根據不同區域拆分章節。每個章節使用不同地形，開發團隊根據地球上存在的地形來設計遊戲中的地圖，還閱讀了很多地圖冊做為參考，而且根據不同地形設計玩法，力求每個章節都有一個重點玩法。
開發團隊在遊戲玩法的設計上十分順利，在開發十三個月之後，遊戲的八個章節已經基本成形，只是開發團隊在構思劇情方面進展緩慢，直到陳禮國從《歐赫貝奇幻地誌學》獲得靈感，才完成各個地圖的故事背景設計。遊戲的主線故事設計直到開發第三十六個月之後，美國的成員尼克·薩特納加入才完成。尼克·薩特納過去參與過《蔚藍》和《Bloodroots》等遊戲的劇本創作，有不少創作遊戲劇情的經驗，尼克·薩特納因為日頭遊戲過去的作品《策馬入山林》和《說劍》而成為他們的粉絲，日頭遊戲在遊戲開發者大會上展出《Carto》遊戲演示時，尼克就對《Carto》十分感興趣，之後更以粉絲身份加入到專案中，還成為遊戲的開發成員。尼克加入時，他就發現《Carto》的遊戲框架已經大致完成，雖然關於配角的支線劇情已經完稿，但是遊戲的主線漏洞百出，沒有主角冒險的理由，繪圖師的能力也沒有很好地說明。2019年尼克前往台北和其他開發團隊成員一起討論遊戲劇情，並完成相關細節。尼克將原來爺爺的角色改成了外婆，在故事開頭加入了主角和外婆意外失散的劇情，讓主角有了找回家人的故事主線，還增加了夏南的劇情等等。尼克和陳禮國在完成故事後就開始製作遊戲文本的英文版，並且力求中英文版本之間傳達的意思是一致的。在遊戲謎題的設計上，開發團隊有使用紙張做原型，設計初期比較容易，後期為了提高地圖碎片的重複使用次數，導致大量設計的謎題需要不斷微調。在美術確定遊戲美術風格後並開始創作後，由於更改地圖會浪費美術大量時間，為了保證開發進度，開發團隊只能在不修改既有美術素材的前提下對謎題進行調整。
在遊戲美術方面，開發團隊的美術風格有過三次的改變。陳冠宏最初定下的美術風格，細節較為豐富，在刪減了一些內容簡化創作後，陳冠宏發現這種風格在不同地貌場景的切換上很突兀，也沒有將這種風格套用到火山和冰山地貌的設計靈感。直到某天陳冠宏突發奇想，使用水彩的筆刷作畫，次日完成了概念圖，作品的美術風格才就此確定。室內的場景原計劃是設計成可以旋轉的，後面發現需要耗費美術很多時間，於是將室內場景改成固定。角色的設計陳冠宏有參考喬·克拉森的作品，每個區域的角色服飾風格都會統一，同時陳冠宏也會在網絡上搜索類似族群的服飾作參考，避免自己的設計超脫現實。角色動畫陳冠宏使用了軟件Spine製作，由於遊戲沒有戰鬥的部分，所以僅製作了一些簡單的跑步和互動動畫，還有一些角色的標記性動作。
遊戲的音樂和音效由虞敦華負責，他為遊戲創作了超過30首原創音樂，這是虞敦華首次為遊戲進行配樂。虞敦華過去的音樂風格偏向搖滾樂和電子音樂，為了創作《Carto》的音樂，他需要改變風格，並嘗試製作出帶有可愛無害氣氛的音樂。在遊戲故事大綱和美術風格成形之後，虞敦華開始選用合適的音色去代表遊戲中不同文明部落，如海島部落使用樂器Tingklik，草原的遊牧民族使用吹管樂器，森林地區的曲子有參考到《薩爾達傳說》的音樂，故事館地區使用古典弦樂等等。遊戲的音效製作虞敦華做了很多不同的嘗試，遊戲中抽象的音效如跳躍、從天而降的聲音是使用合成器製作，而比較寫實的音效，如草叢聲，是使用錄音素材剪輯製作的。解開謎題的音效早期使用日頭遊戲過去的作品《策馬入山林》的音效測試，後來虞敦華認為挺切合，保留了原音階，更換了音色。遊戲的對話音效最初是打算設計為傳統角色扮演遊戲的打字機聲，在使用音效軟件FMOD時意外調整出可愛的泡泡聲，之後就沿用這個風格製作對話的相關音效。遊戲環境音方面，由於遊戲中出現各類型地貌，環境跨度大，虞敦華有閱讀田野錄音師高登·漢普頓的著作以了解現實各地區的聲音差異和特點作參考。

## 發行
2018年2月，開發團隊首次發佈《Carto》的預告片並在台北國際電玩展上展出遊戲，開發團隊表示會爭取在2018年冬季完成遊戲。8月，開發團隊在台北市電腦公會舉辦的夏日電玩展期間上展出遊戲，展會中主要展出遊戲的核心玩法，之後會參加9月的東京電玩展，同時開發團隊表示推遲原計劃的發行時間，預計遊戲開發完成還需要一年的時間。2019年8月，開發團隊在ChinaJoy上展出遊戲的試玩版，遊戲發行時間再次推遲，預計在2020年發行。12月遊戲在Steam平台開設頁面，並展出數張新的遊戲截圖，遊戲也將支持中、英、日等七種語言。2020年6月14日，開發團隊在PC Gaming Show 2020上公佈新的遊戲宣傳影片，並預告遊戲將在2020年秋季正式發售。7月，開發團隊公佈遊戲將登陸PlayStation 4、Xbox One、任天堂Switch等家用遊戲機。8月28日，開發團隊正式確認遊戲於10月27日在PC和家用遊戲機平台同步發行，發行工作主要由遊戲發行商Humble Games負責，而中國大陸地區的PC Steam版由心動公司負責。10月27日遊戲如期發行，PC除了在Steam發行，還登陸Humble Store、GOG.com和Epic遊戲商城一眾數位遊戲發行平台。心動公司方面表示遊戲未來會推出手機版並會在登陸TapTap。2020年12月16日，任天堂在YouTube頻道的獨立遊戲節目「Indie World 2020.12.16」上介紹了《Carto》。
2021年2月9日，《Carto》獲得国家新闻出版署批出的遊戲版號，遊戲滿足在中國大陸商業發行的要求。5月13日，遊戲登陸Steam中國大陸區、Steam China和WeGame。2023年3月29日，遊戲的手機版在App Store和TapTap發售

## 評價
《Carto》在遊戲演示階段就獲得2018年日本的BitSummit「最佳美術」，2019年在美國的獨立遊戲節中獲得「最佳設計獎」的提名，這是首次有大中華區作品在獨立遊戲節的評選中被提名。遊戲發售後，獲得2020年中国独立游戏大赛的「最佳設計獎」，還有獲得「最佳敘事獎」和「最佳遊戲大獎」提名。2021年在美國的獨立遊戲節中再次獲得最佳設計獎的提名，並且獲得遊戲節最大獎塞尤瑪斯·麥克納利大獎的提名，還有獲得同年威比獎的「家庭與兒童項目」提名，還有同年在捷克Anifilm動畫影展獲得「優秀圖像獎」和「最佳兒童遊戲」提名。
遊戲在Metacritic匯總評分中，遊戲媒體的評價不一。遊戲的美術風格普遍獲得好評，並用精美的手繪繪本作類比，3DMGAME的評論員伊東認為《Carto》是優秀的「睡前游戏绘本」，喚醒了他過去的童心。觸樂編輯冯昕旸稱讚作品「整体上让人很舒服，好像能感觉到迎面吹来的和煦温暖的春风」。遊民星空的編輯棒棒不是糖表示遊戲「凭着精致的卡通手绘风格已经可以『靠脸吃饭』」。
遊戲角色塑造獲得評論員的正面評價，同時也有不少評論員指出遊戲劇情上的不足。Push Square的編輯認為遊戲中有很多有趣的角色，遊戲流程雖然很短，但是在解決配角提出的問題時也會喜歡上這些角色。編輯在Adventure Gamers發文評價遊戲中每個角色就像是精心製作的紙娃娃，並賦予了角色自己的意志，角色通過肢體動作和表情展現出自己的個性。他特別喜歡主人公展現的個性，儘管遊戲中她未曾言語，但是她探索世界的熱情具有感染力，即使她站著不動也個性鮮明。同時他批評遊戲主線劇情就顯得過於薄弱，給人感覺可有可無。NintendoLife的編輯指出遊戲故事劇情完全沒有緊張感，角色都是彬彬有禮，女主角落難後也沒有感到絲毫不安，故事發展也沒有戲劇性變化，顯得略微平淡。
不少評論員認為遊戲的玩法設計有趣，對於謎題的設計有不同的看法。Game Informer的編輯指出《Carto》的玩法源於對卡卡頌，地圖拼接解密的玩法令人愉快，遊戲期間還在基礎玩法上增加新變化，保持玩家的新鮮感。棒棒不是糖也持有相同的觀點，他還提到遊戲的「谜题设计非常多样化，几乎没有相同的谜题」，並稱讚製作團隊設計的學習曲線很舒適，玩家能慢慢累積解密技巧，保持新鮮感之餘還不至於對「新的谜题摸不着头脑」。udn遊戲角落的編輯摘文評價《Carto》沿襲了製作團隊過往的遊玩風格，「採取簡單直覺的操作」，讓不同年齡段的人都能簡單上手，他還稱許多謎題設計「需要天馬行空的創意才能找出解答」。則批評遊戲對謎題的說明過於模糊，在卡關後又沒有提示系統，在遊戲後期的謎題難度過高，往往需要不斷重複測試。伊東也指出遊戲玩法「後勁不足」，他認為遊戲在難度曲線設計存在失誤，後期「突然发力的谜题虽然让人惊喜，却让之前的许多关卡都显得有些过于羞涩和循规蹈矩了，甚至会让玩家失去挑战第二次的动力。」

## 備註
1. ↑  碎片化體驗是指，遊戲每個回合很短，適合玩家以日常零碎的時間遊玩。
2. ↑  巴厘島地區的竹製打擊樂器，甘美朗的演奏樂器。

## 外部連結
- 日頭遊戲